# Змова князів (1481)
Змова князів 1481 року — викритий план перевороту, виношуваного трьома литовсько-руськими православними феодалами проти вел. кн. Казимира IV Ягеллончика. Його призвідці — князі Михайло Олелькович, Федір Бельський та Іван Гольшанський-Дубровицький — замишляли скинути, а мабуть, й убити господаря, щоб відтак звести Олельковича на віленський трон. Той як унук Володимира Київського належав к старшій гілці Ольгердовичів і формально мав більш вагоме право на престол, аніж син Ягайла. Cвідчення джерел досить скупі й суперечливі, що породило кілька версій зглядно цілей та масштабів коромоли, однак назагал превалює теза про її династично-родинний характер.

## Передумови
Михайло, молодший син Олелька Володимировича, за домовленістю з братом Семеном 1454 року став правити у Слуцькому та Копильському князівствах. Влітку 1470 його Казимир Ягеллончик вирядив намісником до Великого Новгорода, жителі якого хилитались, під чий вплив — Москви або ВКЛ — їм склонитись. Кандидатура князя, нащадка зарівно Гедиміновичів по мечу й Рюриковичів по кужелю, прийшла місцевому вічу до сподоби. Коли 8 листопада Михайло прибув до городу, його прийняли «із великою честю», однак вже у березні 1471 він дізнався про кончину брата і, за висловом літописця, «поеха на Киевъ, на свою вотчиноу», схоже, без королівського на те погодження. Перебування у Новгороді амбіційний Олелькович, на думку дослідниці А. Скеп'ян, міг розглядати як пониження свого суспільного статусу, до того ж із ВКЛ зазвичай туди виряджали тих князів, що їх кортіло збутися. Натомість він палко жадав зробитись київським володарем, посунувши задля цього малолітнього племінника. У своєму пориванні він міг розраховувати на прихильність киян, які рачили на престолі особу, здатну впоратись із татарськими набігами. Однак, намірам не судилось збутися — у 1471 р. Ягеллончик скасував удільний статус Київського князівства й настановив воєводою Мартина Гаштольда. Жителі зустріли литовського сановника, чужовірця й головно людину некнязівського походження різко негативно, але і вдаватись до якихось масштабних виступів не стали й зрештою прийняли його. Цьому, мабуть, посприяли родинні зв'язки: Гаштольд доводився швагером Семену Олельковичу і був одружений з представницею православного роду Гольшанських.
Покривджений Михайло Олелькович долучився до когорти противників внутрішньої та зовнішньої політики Ягеллончика. Монарх послідовно обмежував земельні володіння, вплив і права удільних князів, підважуючи таким чином їхні династичні позиції. Литовсько-руська знать неодноразово пропонувала назначити субмонарха. Якщо в 1456 і 1461 йшлося про Симеона Олельковича, то 1478 року кандидатами фігурували сини самого Казимира, — про інших Ольгердовичів не було й мови. Михайло ж не залишився осторонь політичного життя. В 1476 укупі з низкою світських достойників та чільних православних кліриків він підписав послання митрополита Мисаїла до Папи Римського Сикста IV зі згодою прийняти церковну унію. Князь вміщений першим серед мирян й названий яко «великославний» і «яснороджений» «брат по плоті пресвітлого короля». Наступним подане ім'я двоюрідного брата, Федора Бельського, стосовно котрого вживається зворот «брат по крові великого князя Андрія» (друге ім'я Казимира). Дослідники по-різному витлумачують цю обставину: як спробу привернути увагу Ягеллончика, чи намагання заявити про свої права на престол. Коли в 1479 р. загострився литовсько-московський конфлікт із-за Новгорода Михайло Олелькович з гуртом невдоволених князів вступив у перемовини з Іваном III, своїм тіточним братом. Стосунки межи ними стали ще тіснішими на ґрунті посередництва у виданні заміж доньки молдавського господаря, Олени Волошанки, за Івана Молодого.

## Перебіг подій
М. Олелькович ще сподівався обійняти уря́д київського воєводи. Така нагода з'явилась у 1480, коли Гаштольда перевели в Троки, однак його місце посів нижчий за статусом боярин Іван Ходкевич, котрий вислужився перед королем і був ревним виконавцем його волі. Втрата обох князівських «отчизн» — Києва і Вільні — спонукала нащадків Володимира Ольгердовича до втілення рішучого, навіть відчайдушного плану низложення Казимира Ягеллончика, коли той навідуватиме ВКЛ. За спільниками, мабуть, не стояло якихось політичних угруповань, достеменно знані імена тільки 3 феодалів, хоча викликає обмаль сумнівів те, що існувала і дещиця прибічників, котрі згодом уникли покарання. Лист хелмінського воєводи від 20 травня 1481, писаний в Гданськ по гарячих слідах, доносить, що княжата задумали вбити короля на полюванні, заразом і його синів, а дружину — взяти під варту. Виконати затію передбачалось на Вербну неділю, тобто 15 квітня, втім «добрі люди» своєчасно застерегли про готований замах. За іншою версією, співучасники замірялись умертвити сюзерена на весіллі Федора Бельського з Ганною Семенівною Кобринською, запланованому на квітень. Король був запрошений на святкування, оскільки доводився нареченому стриєчним братом. Свого часу історики М. Грушевський та В. Антонович висунули гадку, що більш правдоподібно учасники коромоли мали на меті не вбити Казимира, а схопити того живцем, примусити зректися трону й звести Олельковича як найгіднішого серед них. Звісно, такий прихід до влади видававсь не надто вабним, але хтозна, як би повелась політична еліта ВКЛ у разі успіху. Так чи так, змову було викрито, начебто, Іваном Ходкевичем, пошлюбленим з сестрою Бельського, — Агнешкою. Принаймні, на таке судження наштовхує лист Івана Дмитрійовича Бельського 1567 року, адресований Григорію Ходкевичу, де внук Федора дорікає предкам другого у зраді «сродича». У всякому разі, одразу після вінчання Михайла Олельковича та Івана Гольшанського схопили. Бельському, що тільки-но побрався й провів єдину ніч з дружиною, «ледь не в одній кошулі» довелося тікати в Москву.
Зневолені князі постали перед судом віленського воєводи Олехна Судимонтовича та троцького пана Мартина Гаштольда. Прикметно, але обидва вони родичалися з І. Ю. Гольшанським. За злочин проти маєстату винуватців присудили до смертної кари. 30 серпня 1481 року їх стратили у Вільні шляхом стинання голови або четвертування. Суворий вирок засвідчував тяжкість скоєного, будь-який прояв милостивості зі сторони короля був би потрактований сучасниками як прояв слабкості. Деталі замаху не стали набутком широкого загалу, жодного документа з процесу не збереглося, ні в оригіналі, ні в копії. Автор Волинського короткого літопису обмежився заввагою, що «вина их богу единому свѣдуща». У всьому іншому Ягеллончик повівся м'яко. Було дозволене погребіння тіл змовників у церкві. Так, українські археологи при дослідженні однієї з крипт Києво-Печерського монастиря, зідентифікованої як усипальниця Олельковичів, знайшли чоловічий кістяк 40-50 літ. Він був похований як усі, в труні, але голова, руки й ноги були стяті, що характерно при четвертуванні. Попри те, що земський привілей 1447 року уможливлював покарання родичів у випадку державної зради, цього не сталось. Вдові М. Олельковича, Анні, та їхньому єдиному сину Семену були покинуті Слуцьке й Копильське князівства. Брат іншого змовника, Олександр Юрійович Гольшанський, невдовзі став старостою городенським. Володіння Бельського відійшли до рідного брата Семена. Російський історик Михайло Кром привертає увагу на лист великої княгині Олени Іванівни від 1503, де той названий «Іюдою», «который будучи здѣсе въ Литвѣ, братью свою князя Михайла и князя Ивана переѣл, а князя Ѳеодора на чюжу сторону прогналъ». Можна тільки здогадуватись, чи не він допоміг їх викрити.

## Наслідки
Полишена княгиня Кобринська не схотіла возз'єднатись з чоловіком, хоча той настирливо клопотав через численні посольства Івана III, аби йому віддали дружину, навіть силоміць. За аргумент правило те, що в московськім «законѣ во христіаньскомъ, хоти и не похочетъ жена къ мужу, ино еѣ и по неволѣ выдати мужу», у ВКЛ парирували: «ино въ нашом законѣ того нѣтъ, силою волныхъ въ неволю давати нелзѣ; и теперь, коли всхочетъ къ мужу своему ѣхати, а мы ей не боронимъ». Отож-бо, зусилля втікача не досягли бажаної мети. Ймовірно, що сам Бельський став джерелом звісток про «мятеж в Литовской земле», які знайшли вираз в Софійському другому літописі. Вміщений там пасаж, мовляв, змовники прагнули «по Березыню рѣку отсѣсти» частину земель ВКЛ, на переконання вищезгадуваного М. Крома, є радше пізнішим реверансом князя в сторону Москви. Щоправда, зерно істини в нім міститься: любецька міська хроніка підтверджує, що князі діяли в згоді з московським государем, який незадовго перед тим висловив зазіхання на терени Західної Русі. І справді, родові володіння Гольшанського розкинулись на притоці річки Березина, Ольшанці, однак вони подібно до Слуцька і Копиля, приналежних М. Олельковичу, розташовувалися на відстані 500—600 км від московських рубежів. Йшлося про величезну територію, яку навряд чи змовники були в змозі відірвати. Навіть Бельський, вотчина якого знаходилась на Смоленщині, тобто значно ближче, не зумів «від'їхати» разом з нею. До того ж учасники конспірації не могли розраховувати на одержання в Московській державі не те що нових уділів, а навіть на збереження патримоній — Іван III напередодні провів фронтальний наступ на удільні володіння, про що добре відали у ВКЛ. Дослідники загалом виказують серйозні заперечення щодо наявності у виступі княжат якогось виразно етнічного чи релігійного підґрунтя.